# Bellengreville (Calvados)
Bellengreville é uma comuna francesa na região administrativa da Normandia, no departamento de Calvados. Estende-se por uma área de 10,15 km². Em 2010 a comuna tinha 1 491 habitantes (densidade: 146,9 hab./km²).